# Masuma Esmati Wardak
Masuma Esmati Wardak (en persa: معصومه عصمتی وردک‎, Kabul, 1930) es una escritora y política afgana, además de activista por los derechos de las mujeres, que en 1965 se transformó en una de las primeras cuatro mujeres en ser electas para el Parlamento afgano o Wolesi Jirga como diputada —junto a Anahita Ratebzad, Roqia Abubakr y Khadija Ahrari— tras la inclusión del derecho al voto femenino en la Constitución Política de Afganistán de 1964, donde ella participó como miembro de la asamblea constituyente.
Graduada de en economía de la empresa en Estados Unidos, fue además Ministra de Educación del gobierno de Mohammad Najibulá y presidenta del Consejo Afgano de la Mujer.